# Scopula dimorphata
Scopula dimorphata là một loài bướm đêm trong họ Geometridae.